# Bala Rao Sahib
Bala Rao Sahib, né à Gwalior en 1824 et mort à Kanpur le 7 novembre 1862, est un peshwa indien, frère de Nana Sahib.

## Biographie
Lors de la révolte des Cipayes, il dirige des régiments mais est défait par le général Henry Havelock. Il fuit alors au Népal avec son frère (1859) mais, capturé, est pendu à Kanpur. 
Jules Verne en fait un personnage sous le nom de Balao Rao dans son roman La Maison à vapeur (partie 1, chapitre 1). 